# (8094) 1992 UG3
(8094) 1992 UG3 là một tiểu hành tinh vành đai chính. Nó được phát hiện bởi Atsushi Sugie ở Dynic Astronomical Observatory Nhật Bản, ngày 24 tháng 10 năm 1992.